# Рафаилов, Анатолий Хаимович
Анатолий Хаимович Рафаилов (азерб. Anatoliy Xaimoviç Rafailov; род. 5 февраля 1953, Баку) — азербайджанский государственный деятель. Депутат Национального собрания Азербайджана VI и VII созывов.

## Биография
Родился 5 февраля 1953 года в Баку. В 1981 году окончил Азербайджанский медицинский университет, факультет врачебного дела.
В 1981—1982 годы работал в интернатуре больницы скорой медицинской помощи г. Баку. 
С 1982 по 2001 год являлся врачом-травматологом больницы скорой медицинской помощи г. Сумгаит.
С 2001 по 2010 год являлся директором медицинского центра еврейского благотворительного общества «Hesed Qerson».
С 2015 года — начальник передвижной медицинской службы ООО «Sağlam ailə».
Депутат Парламента Азербайджана VI созыва.
В 2024 году на парламентских выборах в Азербайджане, которые состоялись 1 сентября, одержал победу в Губа-Гусарском избирательном округе №60. Официально стал депутатом Милли Меджлиса Азербайджана седьмого созыва, первое заседание которого состоялось 23 сентября 2024 года.
Член комитета здравоохранения Парламента Азербайджана. Руководитель межпарламентской рабочей группы «Азербайджан — Израиль».
Член азербайджанской делегации в Межпарламентской ассамблее СНГ.
Владеет русским, английским, персидским языками. 

## Награды
- Орден «Слава» (4 февраля 2023, за активное участие в общественно-политической жизни Азербайджана)[4]